# Lysiteles saltus
Lysiteles saltus là một loài nhện trong họ Thomisidae.
Loài này thuộc chi Lysiteles. Lysiteles saltus được Hirotsugu Ono miêu tả năm 1979.